# (38322) 1999 RU126
1999 RU126 (asteroide 38322) é um asteroide da cintura principal. Possui uma excentricidade de 0.24260290 e uma inclinação de 8.86562º.
Este asteroide foi descoberto no dia 9 de setembro de 1999 por LINEAR em Socorro.